# 1804 au Bas-Canada
Cet article traite des événements survenus en 1804 au Bas-Canada. 

L'année 1804 a été marquée par plusieurs événements qui ont changé la vie des Canadiens.

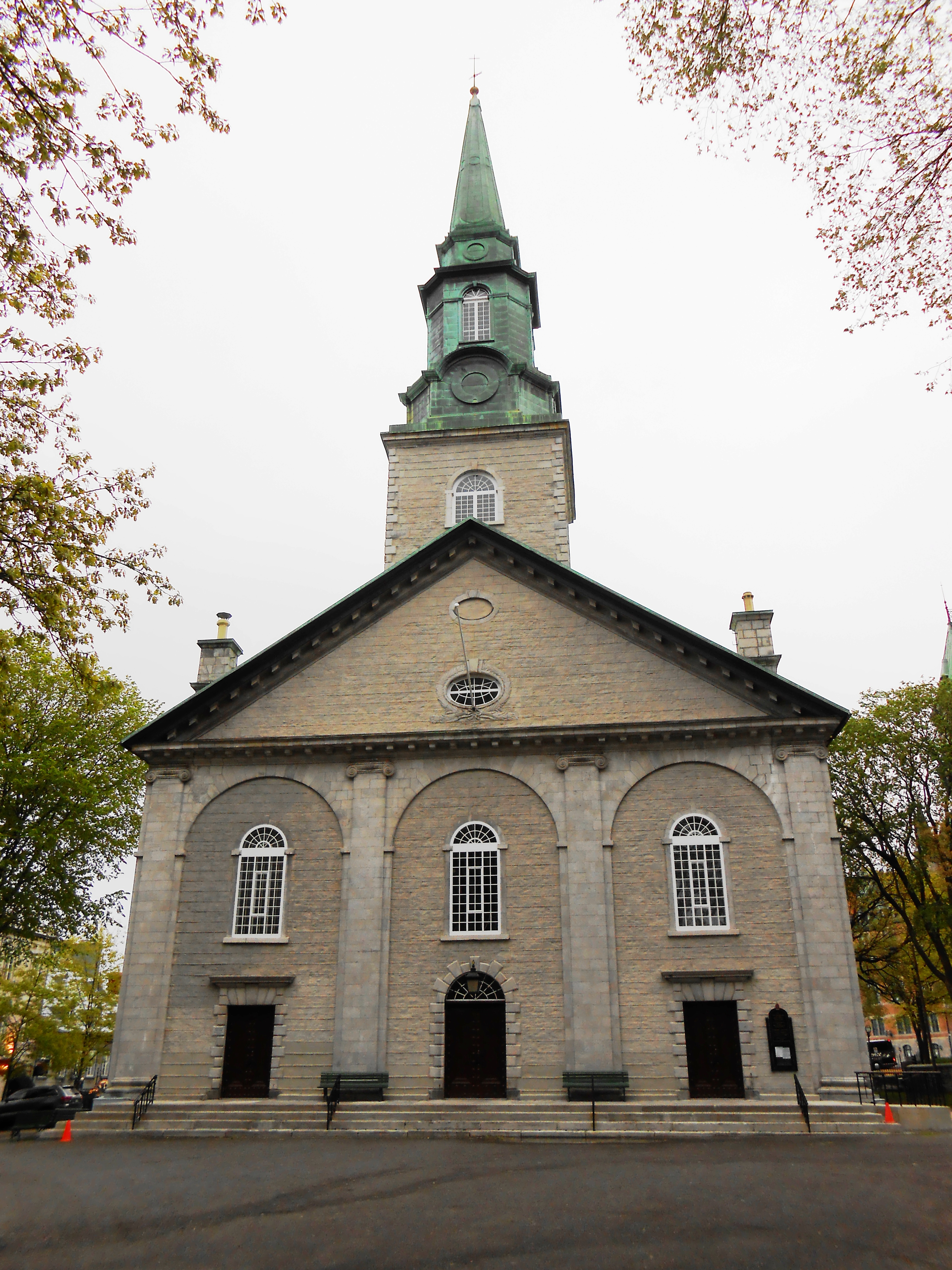
Cathédrale de la Sainte-Trinité de Québec. Lieu de culte anglican consacrée en 1804

## Événements
- 18 juin au 6 août : Élection de la Quatrième législature du Bas-Canada.
- Juillet : À la mort de son oncle Simon McTavish, William McGillivray devient directeur de la Compagnie du Nord-Ouest, qui sous autorité dirige l’exploitation commerciale de l’Ouest canadien grâce à son organisation[1].
- Début de la démolition des Fortifications de Montréal.

## Naissances
- 13 février : Jean-Charles Prince, premier évêque de Saint-Hyacinthe.
- 29 février : Antoine Plamondon, artiste peintre.
- 12 mai : Robert Baldwin, premier ministre du Canada-Uni.
- 5 septembre : Amos Edwin Botsford, juge et politicien.

## Décès
- 6 juillet : Simon McTavish, entrepreneur et homme d'affaires.
- 30 août : Joseph-Claude Boucher de Niverville, militaire, seigneur et surintendant des Affaires indiennes.
- 23 septembre: Philippe Liébert, soldat et sculpteur.
- Jean-Baptiste Hamelin, officier militaire ayant combattu pour les américains durant la révolution américaine.